# بروكلين إيزه
بروكلين إيزه (بالألمانية: Brooklyn Ezeh؛ بالإنجليزية: Brooklyn Ezeh) هو لاعب كرة قدم ألماني ونيجيري في مركز الدفاع، ولد في 23 يونيو 2001 في هامبورغ في ألمانيا.

## وصلات خارجية
- بروكلين إيزه على موقع قاعدة بيانات كرة القدم.إي يو (الإنجليزية)
- بروكلين إيزه على موقع بيانات كرة القدم. دي إي (الألمانية)
- بروكلين إيزه على موقع ليكيب (الفرنسية)
- بروكلين إيزه على موقع Soccerbase.com (لاعب) (الإنجليزية)
- بروكلين إيزه على موقع Soccerway.com (الإنجليزية)
- بروكلين إيزه على موقع عالم كرة القدم.نت (الإنجليزية)